# ولدن
ولدن (به آلمانی: Welden) یک شهر در آلمان است که در آوگسبورگ واقع شده‌است.